# جراحی پستان
جراحی پستان (انگلیسی: Breast surgery) گونه‌ای جراحی است که بر روی پستان اعمال می‌شود.